# Bur Ni Kulam
Bur Ni Kulam är ett berg i Indonesien.   Det ligger i provinsen Aceh, i den västra delen av landet, 1 500 km nordväst om huvudstaden Jakarta. Toppen på Bur Ni Kulam är 1 481 meter över havet, eller 81 meter över den omgivande terrängen. Bredden vid basen är 0,74 km.
Terrängen runt Bur Ni Kulam är kuperad norrut, men söderut är den bergig. Trakten runt Bur Ni Kulam är nära nog obefolkad, med mindre än två invånare per kvadratkilometer. I omgivningarna runt Bur Ni Kulam växer i huvudsak städsegrön lövskog.